# Saxby Chambliss
Clarence Saxby Chambliss (Warrenton, 10 novembre 1943) è un politico statunitense, senatore per lo stato della Georgia dal 2003 al 2015 ed in precedenza membro della Camera dei Rappresentanti per lo stesso stato dal 1995 al 2003. Chambliss è membro del Partito Repubblicano.